# Нижнее Дорожное
Нижнее Дорожное — пресноводное озеро на территории Малиновараккского сельского поселения Лоухского района Республики Карелии.

## Общие сведения
Площадь озера — 2,6 км², площадь водосборного бассейна — 38,7 км². Располагается на высоте 62,6 метров над уровнем моря.
Форма озера лопастная, продолговатая: оно почти на четыре километра вытянуто с северо-востока на юго-запад. Берега изрезанные, каменисто-песчаные, местами заболоченные.
Через Нижнее Дорожное протекает река без названия, впадающая с правого берега в реку Кереть, впадающую, в свою очередь, в Белое море.
В юго-западный залив водоёма впадает ручей без названия, вытекающий из озера Верхнего Дорожного.
Ближе к северо-восточной оконечности водоёма расположены два небольших острова бе названия.
Код объекта в государственном водном реестре — 02020000711102000002521.